# Hercostomus shimentaiensis
Hercostomus shimentaiensis är en tvåvingeart som beskrevs av Zhang, Yang och Patrick Grootaert 2003. Hercostomus shimentaiensis ingår i släktet Hercostomus och familjen styltflugor. Inga underarter finns listade i Catalogue of Life.